# 25768 Nussbaum
25768 Nussbaum è un asteroide della fascia principale. Scoperto nel 2000, presenta un'orbita caratterizzata da un semiasse maggiore pari a 2,9555807 UA e da un'eccentricità di 0,1014526, inclinata di 2,63953° rispetto all'eclittica.